# Штиль

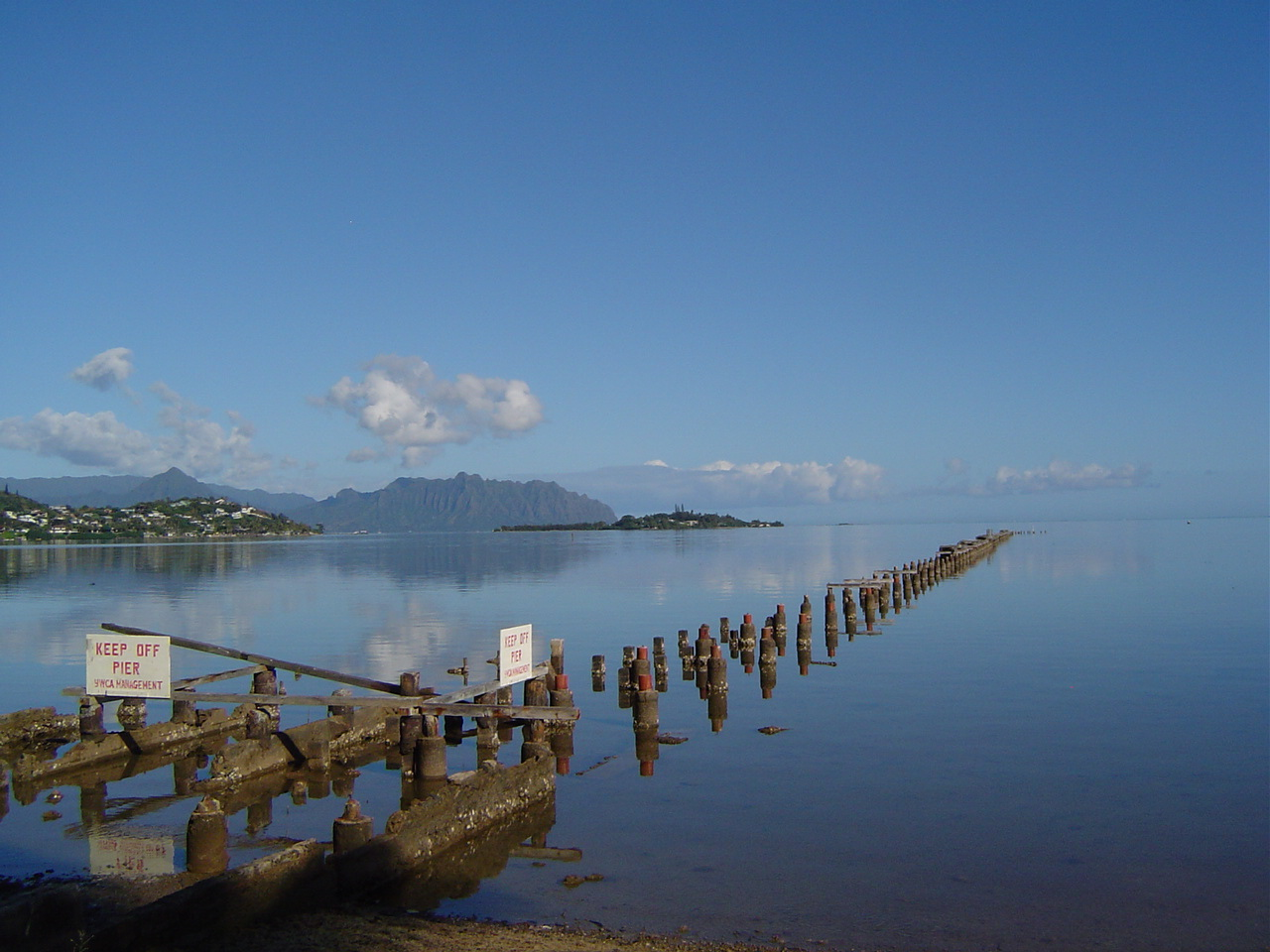
Затишшя на узбережжі Гаваїв

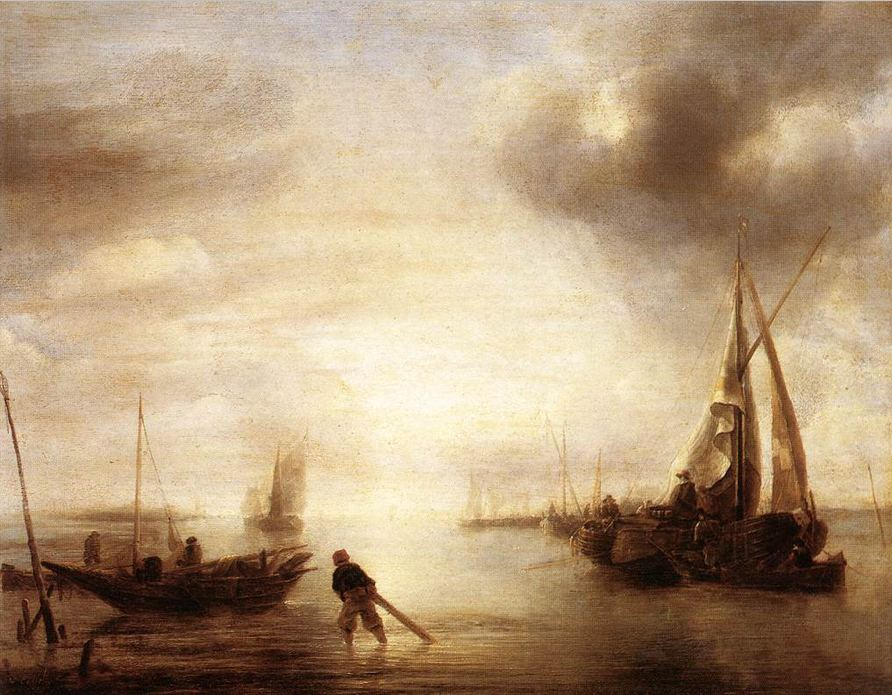
«Тиша», Ян ван де Капелле, 1650—1655 роки

Штиль (від нім. Stille — «тиша»), також безві́тря, зати́шшя або пд. укр. буна́ца (від італ. bonaccia з нар.-лат. bonacia — «добра погода», що утворене контамінацією лат. bona + malacia) — відсутність відчутного руху повітря, вітру. Цим поняттям користуються у мореплавстві і метеорології. Відповідає швидкості вітру 0—0,2 м/с (до 0,7 км/год), або 0 балів відповідно до шкали Бофорта.
Безвітря завжди стає перепоною для плавання під вітрилом. Особливо у часи, коли іншої можливості для судноплавства не було, безвітря нерідко спричиняло до довгого дрейфу судна у відкритому морі. Що у свою чергу могло призвести до нестачі запасів харчів та головне прісної води і захворювання або загибелі частини чи навіть усього екіпажу судна.
Щоб запобігти простою великих суден під час безвітря, починаючи від античних часів використовували веслярів. Це довгий час залишалось єдиною можливістю, аж до впровадження у судноплавстві двигунів.
На сьогодні майже кожен вітрильник оснащений допоміжним двигуном.
Існує також поняття відносного безвітря, воно панує при русі в напрямку вітру зі швидкістю вітру. Тому рух вітрильника за вітром з увімкненим двигуном є фактично наслідком роботи лише двигуна, і спричиняє відповідно високі затрати енергії (палива).

## Зони частого безвітря
Спостерігається здебільшого у внутрішніх областях стійких антициклонів. Також існують географічні зони глобальної циркуляції повітря в земній атмосфері, де безвітря є особливо частим:
- Кінські широти, між зоною пасатів, та західних вітрів,
- поблизу екватора ITCZ (англ. Intertropical Convergence Zone).